# Прапор Мохелі
Прапор Мохелі був прийнятий в 2003 році. Прапор має жовтий колір з червоною зіркою в центрі. Він замінив попередній прапор, який був прийнятий, коли Мохелі став автономним островом у 2002 році.

## Історичні Прапори

Прапор султанату Мвалі 1891—1904 роки
Сеператиський прапор 1997—1998 роки
Офіційний прапор 2002—2003 роки